# Hull (Texas)
Hull es un lugar designado por el censo ubicado en el condado de Liberty en el estado estadounidense de Texas. En el Censo de 2010 tenía una población de 669 habitantes y una densidad poblacional de 128,19 personas por km².

## Geografía
Hull se encuentra ubicado en las coordenadas 30°8′50″N 94°38′34″O / 30.14722, -94.64278. Según la Oficina del Censo de los Estados Unidos, Hull tiene una superficie total de 5.22 km², de la cual 5.16 km² corresponden a tierra firme y (1.04%) 0.05 km² es agua.

## Demografía
Según el censo de 2010, había 669 personas residiendo en Hull. La densidad de población era de 128,19 hab./km². De los 669 habitantes, Hull estaba compuesto por el 97.01% blancos, el 0.45% eran afroamericanos, el 0.3% eran amerindios, el 0% eran asiáticos, el 0.15% eran isleños del Pacífico, el 1.05% eran de otras razas y el 1.05% pertenecían a dos o más razas. Del total de la población el 2.69% eran hispanos o latinos de cualquier raza.